# Jean-Marc Valin

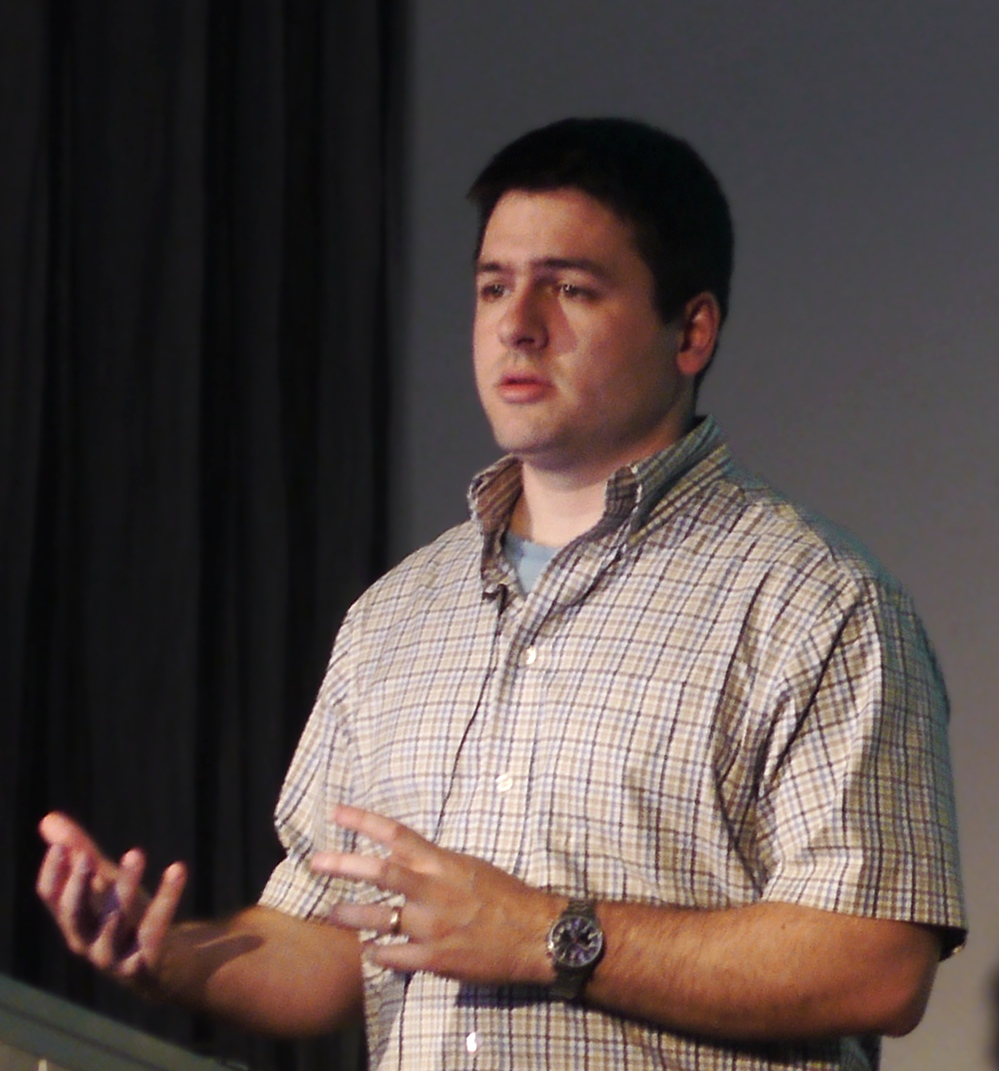
Jean-Marc Valin 2012

Jean-Marc Valin ist ein Entwickler freier Multimedia-Software.
Er ist Entwickler wichtiger Audiokomprimierungs-Verfahren. Er ist unter anderem der Schöpfer des weitverbreiteten, auf Sprachsignale spezialisierten Speex sowie des CELT-Verfahrens. CELT ging im neuen Internet-Standard Opus auf, dessen Hauptentwickler Valin ebenfalls ist.
Er war und ist bei der Xiph.Org Foundation an der Entwicklung verschiedener weiterer Multimedia-Formate beteiligt.
Er ist weiterhin Mitglied der IEEE Signal Processing Society.
Er studierte an der Université de Sherbrooke in Québec, Kanada und erreichte dort 1999 den Bachelor-, 2001 den Master- und 2005 schließlich den Doktorgrad in Elektrotechnik mit einer Doktorarbeit über ein System zur auditiven Wahrnehmung für einen mobilen Roboter. Er arbeitete unter anderem für InfoSpace Speech Solutions (2001), für das ICT-Zentrum der Australischen Forschungs-Behörde „CSIRO“ (2005–2008) und für Octasic Inc. (2008–2011) an Sprachkommunikations- und Spracherkennungssystemen.
Seine Arbeit an Speex begann er Anfang 2002 mit Hilfe von David Rowe (Codec2).
Zum Ende des Juli 2011 erhielt Jean-Marc Valin für die Entwicklung von Opus eine bezahlte Anstellung bei der Mozilla Corporation.
Ein aktuelles Projekt ist die Entwicklung eines freien Videokompressions-Formates unter dem Namen „Daala“, das als freie Alternative HEVC/H.265 gegenüberstehen würde.
Er lebt derzeit mit seinen Kindern in Kanada.